# 日本進歩党
日本進歩党（にほんしんぽとう）は、終戦直後に結成された保守政党（1945年11月16日 ‐ 1947年3月31日）。

## 党史
1945年11月16日に旧大日本政治会を母体として結党。その多くが旧立憲民政党から大政翼賛会に移った議員であり、民政党最後の総裁であった町田忠治を総裁として、幹事長に鶴見祐輔、総務委員に斎藤隆夫ら10名、政務調査会長に太田正孝を任じた。ただ、結党当初高齢の町田（当時82歳。日本憲政史上国会議員を擁する新党の党首として最高齢記録）に代わって陸軍大将の宇垣一成を総裁に擁立する構想があり、「国体護持」や統制経済の維持を掲げるなど、帝国憲法体制擁護の主張が強いものとなった。
結党の宣言には「共産主義の排撃」「責任観念と表裏一体の自由」「剛健な社会の建設」が掲げられていた。
翌年1月の公職追放令によって町田以下、274人中260人が公職追放され、残ったのは斎藤隆夫総務委員・犬養健・逢沢寛・一松定吉・保利茂（なお犬養・保利は後に追放された）らわずか14人の議員だけであった。2月14日に他の主要政党よろしく党憲法改正要綱（「17条　国会会期5ヶ月、25条　各議院は各其の現在議員の2/3以上の同意を以て憲法改正案を発議することを得」などを特色とする）を発表した。
しかし、同年4月の総選挙では追放された候補者の代わりに新人を多数擁立する。結果94人を当選させるも、日本自由党に次ぐ第2党に転落した。斎藤らは民政党やその前身であった旧立憲民政党の内閣で外務大臣を務めた事もある幣原喜重郎首相を総裁に擁立することで幣原内閣の延命を図ったが、猛反発を受けて失敗した。次いで成立した第1次吉田内閣では日本自由党と連立政権を構成し、与党に留まった。
町田を公職追放で失った進歩党は幣原を迎えて、自由党より左に位置する政党として生まれ変わりを画策した。
幣原は進歩党とさらに無所属、諸派を抱き込み社会党との連携を構想して自身の政権維持を画策していたが、逆に自由、社会、協同、共産の四党に共同戦線を張られて、政権維持をあきらめて退陣した。
1947年、若手中心に選挙への危機感を募らせていた進歩党は大日本政治会の流れをくむ最右派のイメージ払しょくのために一歩左寄りの体裁を整え民主党へと衣替えした。
1947年、吉田茂総裁に不満を抱く芦田均ら日本自由党内の反主流派と合同して民主党として再出発を図る事となった。
民主党は自由党、国協党、無所属からの参加もあって自由党をしのぐ代議士145名を擁し、3月31日に発足した。

## 綱領
出典: 
- 一、国体を擁護し、民主主義に徹底し、議会中心の責任政治を確立す
- 一、個人の自由を尊重し、共同自治を基調として、人格を完成し、世界平和の建設と人類福祉の向上に精進す
- 一、自主皆働に徹し、産業均整の下、生産の旺盛と分配の公正を図り、新たなる経済体制を確立して、全国民の生存を確保す

## 役職

### 歴代執行部役員表
| 総裁       | 幹事長   | 総務会長 | 政務調査会長 |
| ---------- | -------- | -------- | ------------ |
|            | 鶴見祐輔 | 川崎克   | 太田正孝     |
| 町田忠治   | 〃       | 〃       | 〃           |
| 〃         | 犬養健   | 斎藤隆夫 | 木村小左衛門 |
| 〃         | 一松定吉 | 〃       | 〃           |
| 〃         | 田中萬逸 | 〃       | 〃           |
| 幣原喜重郎 | 〃       | 〃       | 〃           |
| 〃         | 〃       | 犬養健   | 〃           |
| 〃         | 〃       | 〃       | 成島勇       |
| 〃         | 石黒武重 | 〃       | 苫米地義三   |

- この節の出典：村川 & 石上 1995

### 歴代総裁一覧
| 代 | 総裁 | 総裁       | 在任期間                                               |
| -- | ---- | ---------- | ------------------------------------------------------ |
| 1  |      | 町田忠治※  | 1945年（昭和20年）11月18日 - 1946年（昭和21年）4月23日 |
| 2  |      | 幣原喜重郎 | 1946年（昭和21年）4月23日 - 1947年（昭和22年）3月31日  |

- 1946年1月の町田総裁公職追放から、同年4月の幣原総裁就任まで、犬養健幹事長、斎藤隆夫総務委員らが職務を代行。
- この節の出典：村川 & 石上 1995

## 党勢の推移

### 衆議院
| 選挙         | 当選/候補者 | 定数 | 備考         |
| ------------ | ----------- | ---- | ------------ |
| （結党時）   | 273/-       | 466  | 公職追放-259 |
| 第22回総選挙 | 94/376      | 468  | 追加公認+16  |

- 当選者に追加公認は含まず。追加公認には会派に加わった無所属を含む。
- 第22回総選挙の定数には、選挙を実施できなかった沖縄選挙区（定数2）を含む。
- この節の出典：石川 & 山口 2004

## 党員
- 江口繁 - 福岡弁護士会会長、帝国弁護士会理事、皇教塾頭、大日本弁護士会理事、大憲塾頭、九州椎茸輸出共同組合理事長[22]。